# Oxynoemacheilus pindus
Die Pindus-Schmerle (Oxynoemacheilus pindus) ist eine benthische Süßwasserfischart der Gattung Oxynoemacheilus aus der Familie der Bachschmerlen (Nemacheilidae). Die Art wurde im Jahr 2005 beschrieben und kommt in Albanien und Griechenland vor. Die Art ist nach dem Pindos-Gebirge benannt, in welchem die Vjosa ihren Ursprung hat.

## Merkmale
Wie alle Arten der Gattung Oxynoemacheilus haben die Tiere einen langgestreckten, schlanken Körper mit grau-gelber Grundfärbung und unregelmäßigen Flecken entlang der Körperflanken. Das Maul ist unterständig und von 6 Barteln umgeben. Die Schwanzflosse ist gegabelt. Der Schwanzstiel ist 1,4–1,6 mal so lang wie breit. Der Augendurchmesser beträgt 16–18 % der Kopflänge und ist damit im Verhältnis kleiner als bei anderen europäischen Arten. Im Gegensatz zur ebenfalls in Griechenland vorkommenden Art Oxynoemacheilus bureschi besitzen die Männchen bei der Pindus-Schmerle keinen Unteraugenlappen. Die Seitenlinie reicht nur bis zum Ansatz der Afterflosse und ist damit im Verhältnis zur Körperlänge kürzer als bei den anderen in Europa vorkommenden Arten, wo sie bis zum Ansatz der Schwanzflosse reicht. Die Tiere erreichen eine Standardlänge von bis zu 5,4 cm.

## Verbreitung und Ökologie
Die Pindus-Schmerle ist in den Einzugsgebieten der Vjosa, des Shkumbin und des Erzen beheimatet, die in das Adriatische Meer entwässern. Sie ist damit auf das südliche Albanien sowie das westliche Griechenland beschränkt. Die Tiere bevorzugen Stromschnellen mit steinigem Untergrund, können aber auch in etwas ruhigeren Fließgewässerabschnitten gefunden.

## Gefährdung
Die Pindus-Schmerle wird von der IUCN als „gefährdet“ (VU = Vulnerable) eingestuft, da sie nur wenige isolierte Vorkommen hat. Die Art ist in den letzten Jahren zurückgegangen. Dafür verantwortlich gemacht werden unter anderem die Verschlechterung der Habitatqualität durch Verschmutzung und Eutrophierung, aber auch Wasserentnahme und Landwirtschaft. Ferner ist die Pindus-Schmerle durch den Bau von Wasserkraftwerken gefährdet. Zwischenzeitlich gab es mehr als 100 Bauvorhaben im Verbreitungsgebiet der sensitiven Schmerlenart, wodurch etwa die Hälfte ihres Lebensraumes bedroht ist. Albanien hat die Vjosa und Nebenflüsse 2023 zum Nationalpark erklärt.